# Thatayaone Kgamanyane
Thatayaone Kgamanyane (ur. 30 stycznia 1996 w Ramotswie) – botswański piłkarz grający na pozycji ofensywnego pomocnika. Od 2019 jest zawodnikiem klubu Gaborone United.

## Kariera klubowa
Swoją karierę Kgamanyane rozpoczął w klubie Killer Giants FC. W sezonie 2014/2015 zadebiutował w jego barwach w pierwszej lidze botswańskiej. W sezonie 2015/2016 grał w Green Lovers FC, a w sezonie 2016/2017 w Black Forest FC. W sezonie 2017/2018 był zawodnikiem Gaborone United, a w jesienią 2018 występował w południowoafrykańskim Chippa United FC. W 2019 wrócił do Gaborone United. W sezonie 2021/2022 został z nim mistrzem, a w sezonie 2022/2023 wicemistrzem Botswany.

## Kariera reprezentacyjna
W reprezentacji Botswany Kgamanyane zadebiutował 10 czerwca 2017 w przegranym 0:1 meczu kwalifikacji do Pucharu Narodów Afryki 2019 z Mauretanią.